# Refuge faunique national de Malheur
Le refuge faunique national de Malheur (anglais : Malheur National Wildlife Refuge) est un aire protégée dans le comté de Harney, en Oregon, aux États-Unis. Ce National Wildlife Refuge a été fondé le 18 août 1908 par Theodore Roosevelt.

## Toponymie
Le nom du refuge provient du lac Malheur qui est situé à l'intérieur de celui-ci. Le nom du lac provient d'une importante expédition dirigée en 1826 par Peter Skene Ogden, un canadien-français, pour le compte de la Compagnie de la Baie d'Hudson. Il cherchait pour la compte de la compagnie du castor et d'autres animaux à fourrures à exploiter dans le bassin de Harney. À leur arrivée dans la région ils rencontrèrent une bande de Païutes. Ces derniers ne purent leur fournir des vivres contrairement à la coutume car ils avaient connu un été très improductif. L'eau du lac Malheur avait aussi un mauvais gout. Les trappeurs eurent aussi de la difficulté à trouver du bois pour se chauffer et ils ne trouvèrent pas de castor. Ils tentèrent de chasser les cygnes sur le lac, mais aucun ne fut tué. Finalement durant la nuit du 5 novembre, il neigea. Ogden décida de lever le camp pour éviter la famine. Il nomma le lac « Malheur » du fait de son infortune. Il donna le même nom à la rivière Malheur, car il croyait erronément que le lac se déversait dans la rivière.

## Histoire
En janvier 2016, le refuge est médiatisé internationalement à la suite de son occupation par un groupe d'hommes armés en soutien à un éleveur de la région,.

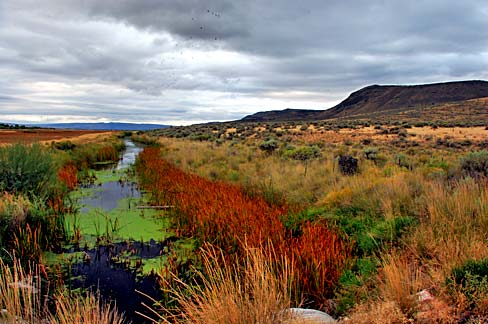
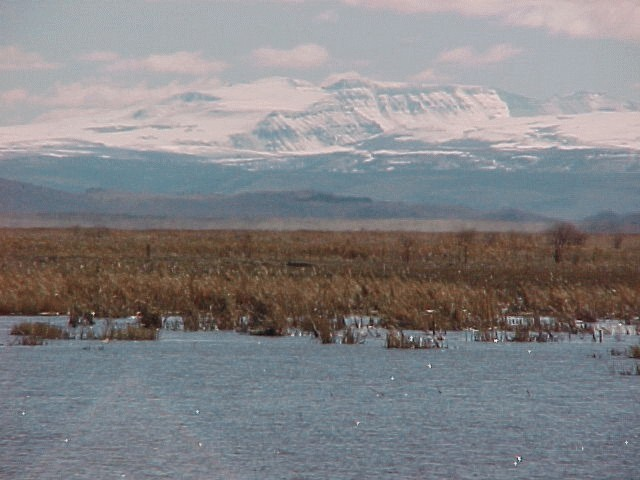
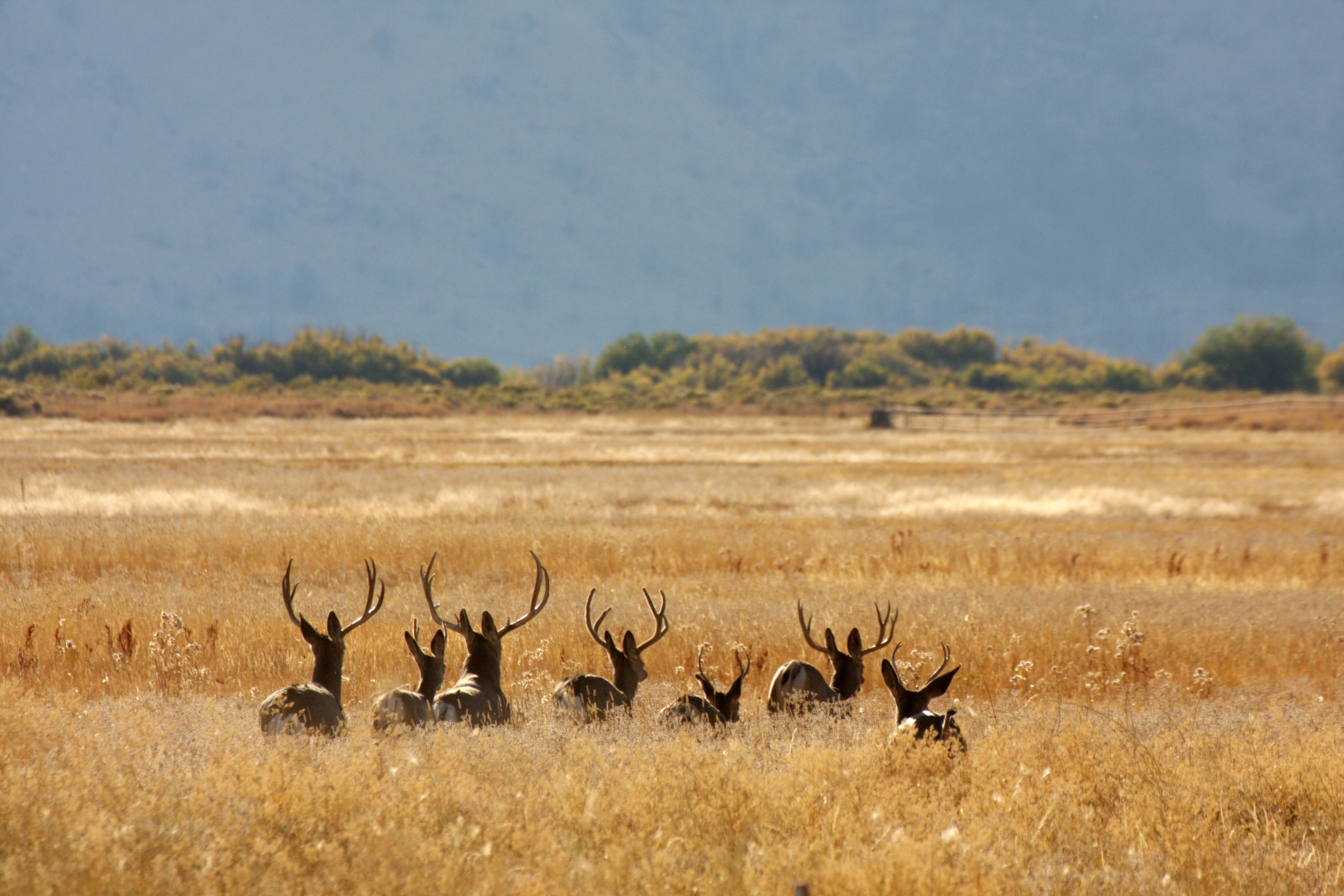
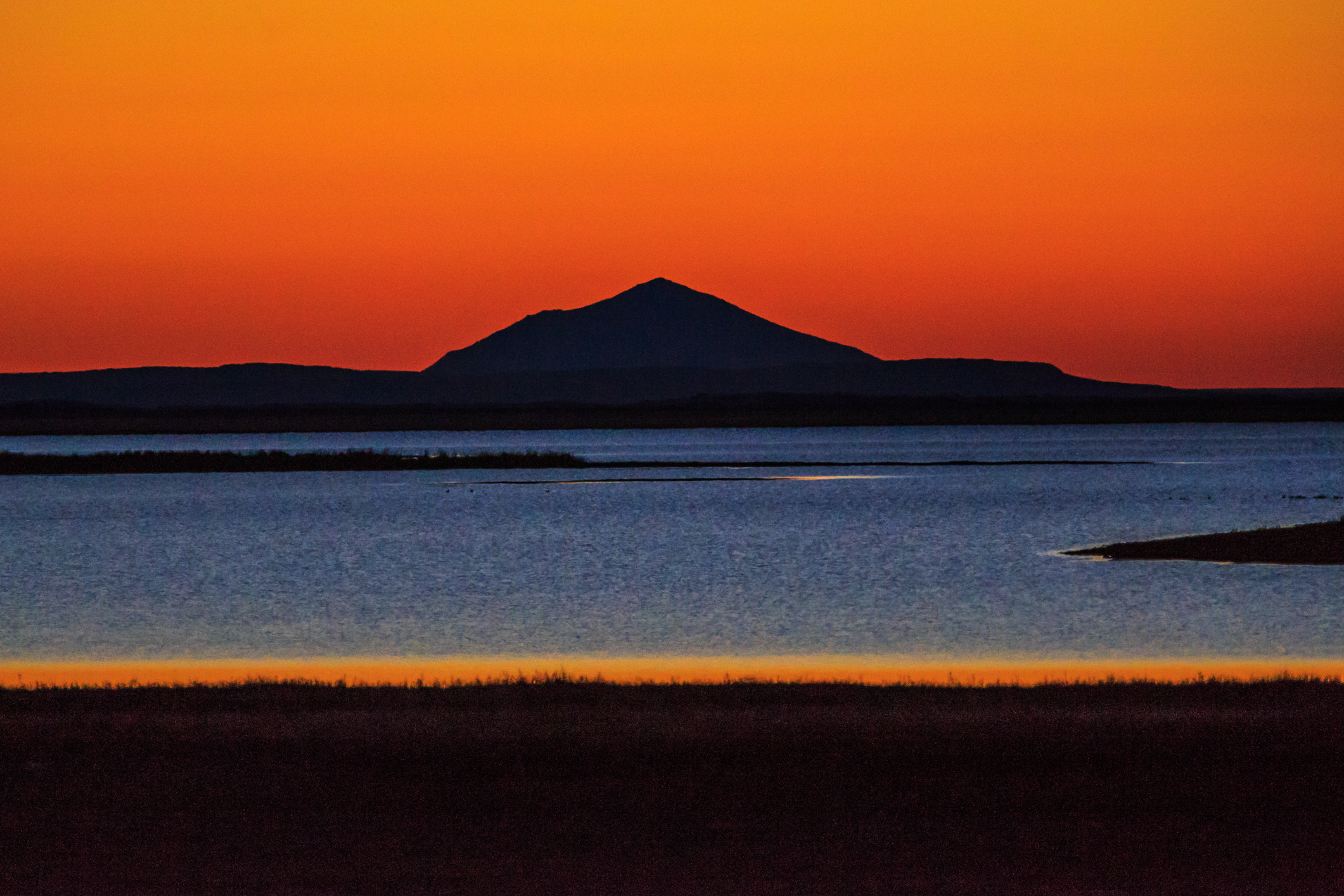
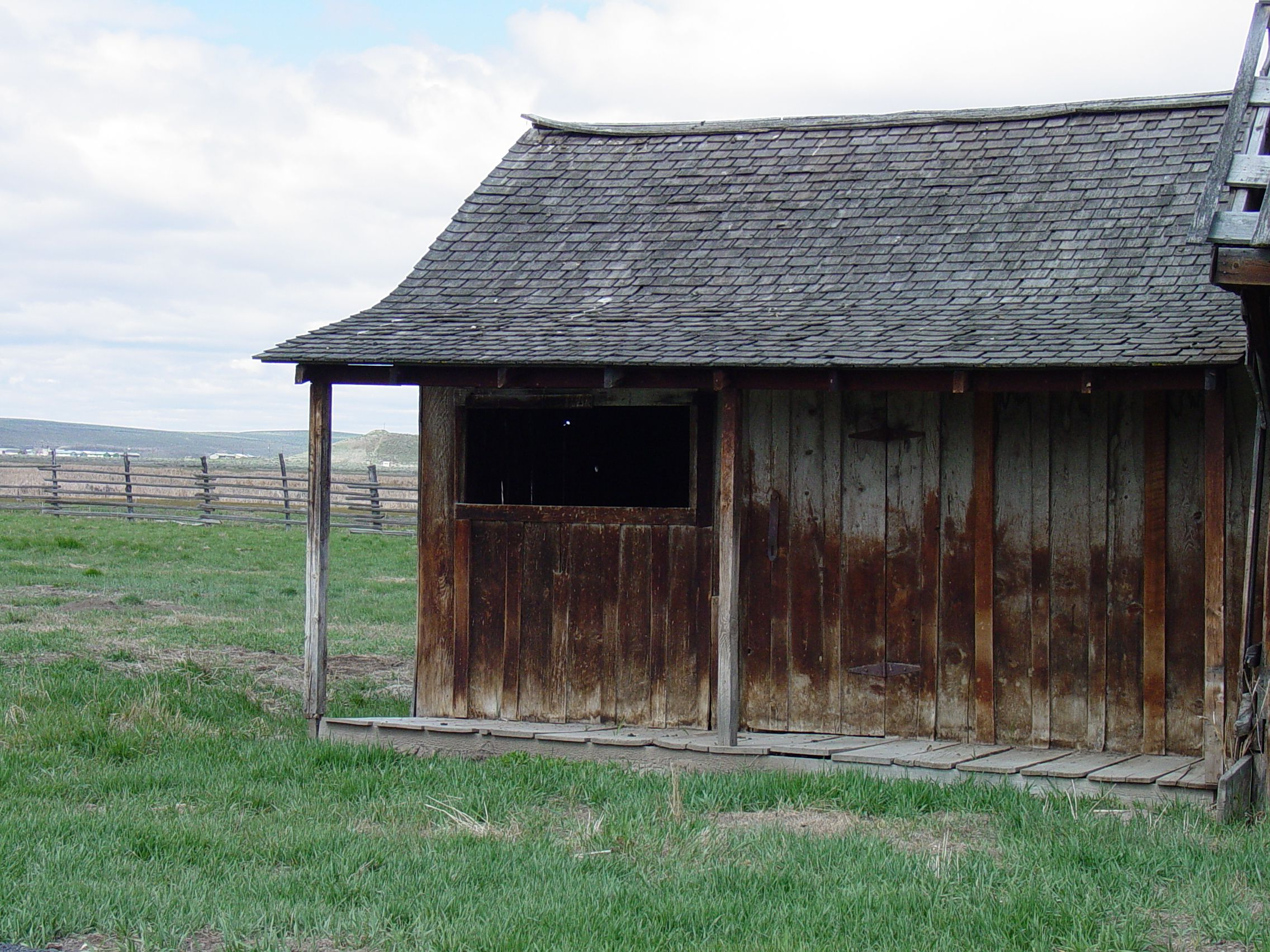
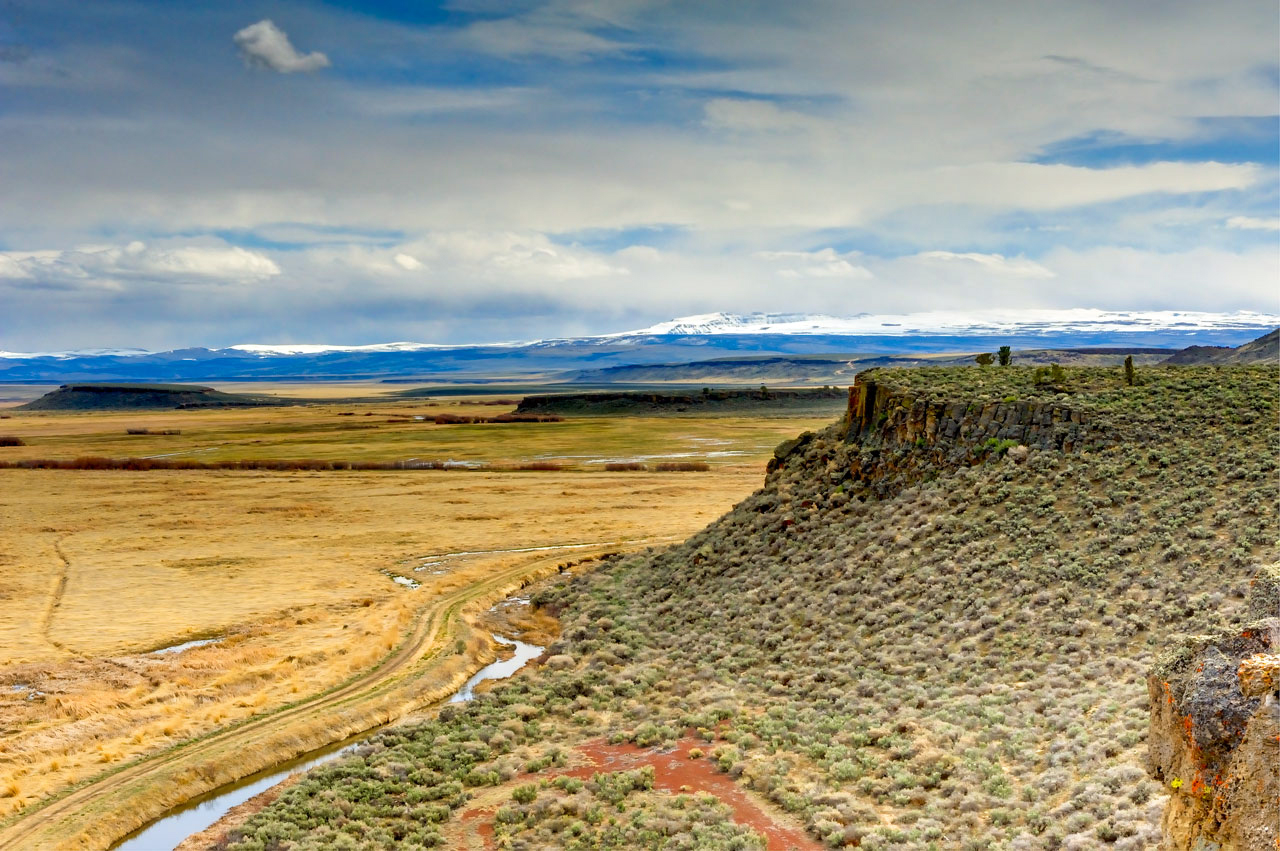

- Carte